# Rhabdomyia setosa
Rhabdomyia setosa är en tvåvingeart som först beskrevs av Charles Thomas Brues 1925.  Rhabdomyia setosa ingår i släktet Rhabdomyia och familjen puckelflugor. Inga underarter finns listade i Catalogue of Life.